# Nortozumia picea
Nortozumia picea är en stekelart som beskrevs av Vecht 1963. Nortozumia picea ingår i släktet Nortozumia och familjen Eumenidae. Inga underarter finns listade i Catalogue of Life.